# Laber-Abens-Radweg
Der Laber–Abens–Radweg ist ein 36 Kilometer langer Fernradweg in Bayern, der von Abensberg durch das Donau-Isar-Hügelland nach Neufahrn in Niederbayern führt.

## Routenverlauf

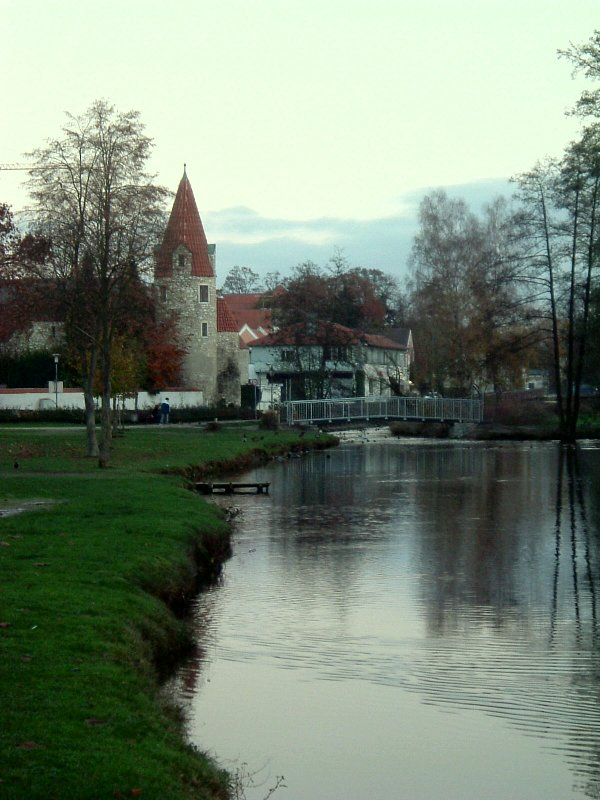
Abensberger Wahrzeichen: Maderturm

Der Radweg beginnt zusammen mit dem Radweg–Kelheim–Abensberg, mit dem er noch ein kurzes Stück zusammen verläuft in der Ortsmitte von Abensberg. Nach dem Abzweig des Radwegs Kelheim-Abensberg führt der Laber-Abens-Radweg südöstlich nach Rohr i. NB.
Zwischen Kalteneck und Schaltdorf verläuft der Radweg entlang der Großen Laber. Bei Hebramsdorf trifft der Radweg auf den Flusslauf der Kleinen Laber, der er flussabwärts bis zum Ziel Neufahrn i. NB. folgt.
Der Laber–Abens–Radweg verbindet den Abens-Radweg (Bad-Gögging–Marzling) sowie den Radweg-Kelheim-Abensberg mit dem Labertalradweg (Neufahrn i. NB.–Straubing) und dem Isar-Laber-Radweg (Neufahrn i. NB.–Landshut).
Er ist Teil der D-Route 11 und der Hallertauer Hopfentour.

## Kultur und Sehenswürdigkeiten
Sehenswert sind auf dem gut ausgeschilderten Weg das Schloss Neufahrn, die Asamkirche in Rohr und die Altstadt von Abensberg.